# Губелманн, Фиона
Фиона Губелманн (англ. Fiona Gubelmann, род. 30 марта 1980) — американская актриса кино и телевидения, получившая известность благодаря ролям Дженны в комедийном сериале «Уилфред» и Морган Резник в телесериале «Хороший доктор».

## Биография
Фиона Губелманн родилась 30 марта 1980 года в Санта-Монике, Калифорния. Она начала играть на сцене и заниматься танцами ещё в детстве. Её дебют на большой сцене состоялся в возрасте 4 лет в составе детского ансамбля танца. В детстве и подростковом возрасте она ездила в летние театральные лагеря, участвовала в самодеятельности и посещала школьный театральный кружок. В 2002 году Губелманн со степенью бакалавра окончила Калифорнийский университет в Лос-Анджелесе. Затем она продолжила своё обучение в Школе актёрского мастерства Беверли-Хиллз.

## Карьера
В 2003 году Фиона Губелманн дебютировала в сериале The Mullets, а в 2004 году снялась в фильме «Герой месяца». Также она играла на театральной сцене, приняв участие в 2009 году в постановке пьесы Питера Лефкорта La Ronde de Lunch. В 2011 году Губелманн получила одну из основных ролей в австралийско-американском комедийном телесериале «Уилфред», её партнёрами на съемочной площадке стали Элайджа Вуд и Джейсон Гэнн. Также снималась в эпизодах таких сериалов как «Меня зовут Эрл», «Блудливая Калифорния», «Мыслить как преступник» и «C.S.I.: Место преступления Нью-Йорк».
В 2012 году Губелман приняла участие в озвучивании эпизода мультсериала «Гриффины». В 2014 году Фиона Губелманн и её муж, Алекс Уид, приняли участие в телевизионном реалити-шоу «Охотники за недвижимостью», где им помогли подобрать и обустроить их новый дом. В 2018 году Фиона Губелманн получила роль доктора Морган Резник в телесериале «Хороший доктор».

## Личная жизнь
Фиона Губелманн замужем за Алексом Уидом, в 2005 году они вместе снимались в фильме Horror High.

## Фильмография

### Кино
| Год  | Название на русском            | Оригинальное название          | Роль               | Примечания                      |
| ---- | ------------------------------ | ------------------------------ | ------------------ | ------------------------------- |
| 2004 | Герой месяца                   | Employee of the Month          | Эмбер              |                                 |
| 2004 | —                              | Honeybunny                     | н/д                | короткометражный фильм          |
| 2004 | Инстинкт хищника               | Blue Demon                     | Элис               | сразу на видео                  |
| 2005 | —                              | N.T.V. Volume 1                | ведущая новостей   | сразу на видео                  |
| 2005 | —                              | Horror High                    | Дафни              | сразу на видео                  |
| 2007 | Лезвия славы: Звездуны на льду | Blades of Glory                | лесная фея         |                                 |
| 2010 | Воин дорог                     | Downstream                     | Табита             |                                 |
| 2010 | —                              | Sex Tax: Based on a True Story | Тина               |                                 |
| 2013 | Пятёрка супергероев            | Super Buddies                  | принцесса Джорала  | озвучка                         |
| 2013 | —                              | Cause of Death                 | девушка в гараже   | короткометражный фильм          |
| 2014 | Последняя остановка            | Don’t Blink                    | Элла               |                                 |
| 2016 | —                              | Dispatch                       | Кристин Маккаллерс |                                 |
| 2017 | —                              | Rice on White                  | Джули              |                                 |
| 2017 | —                              | Surprise Me!                   | Джини Бернс        |                                 |
| 2017 |                                | The Life of Ricky              | Дебби              | короткометражный фильм          |
| 2019 | Те, кем мы не были             | The Way We Weren’t             | Шарлотт            |                                 |
| 2020 | —                              | End Live-Shackle Slaughter PSA | рассказчица        | короткометражный фильм; озвучка |
| 2024 | Самое время стать ирландкой    | Tis The Season to Be Irish     | Роза               |                                 |

### Телевидение
| Год       | Название на русском                 | Оригинальное название                 | Роль                                | Примечания                                                |
| --------- | ----------------------------------- | ------------------------------------- | ----------------------------------- | --------------------------------------------------------- |
| 2003      | —                                   | The Mullets                           | девушка                             | эпизод: Airway to Heaven                                  |
| 2004      | Детектив Раш                        | Cold Case                             | Бобби Джин Бэнкс в 1968 году        | эпизод: The House                                         |
| 2004      | Гора                                | The Mountain                          | Дарлин Тот                          | эпизод: The Letter                                        |
| 2004      | На побегушках                       | Beck and Call                         | Кэнди Шелбурн                       | короткометражный телефильм                                |
| 2005      | Джоуи                               | Joey                                  | Анна                                | эпизод: Joey and the Premiere                             |
| 2007      | C.S.I.: Место преступления Нью-Йорк | CSI: NY                               | Изабелла Кукси                      | эпизод: What Schemes May Come                             |
| 2007      | —                                   | Sales Guys                            | рыбак                               | телесериал                                                |
| 2007      | Меня зовут Эрл                      | My Name is Erl                        | Люси                                | эпизод: Frank’s Girl                                      |
| 2008      | —                                   | Comedy Gumbo                          | хостес / миссис Чемберс из будущего | телесериал; 4 эпизода                                     |
| 2008      | Рыцарь дорог                        | Knight Rider                          | Кортни Флинн                        | эпизод: Knight of the Zodiac                              |
| 2008      | —                                   | Turbo Dates                           | н/д                                 | эпизод: Xerox Guy                                         |
| 2009      | Ищейка                              | The Closer                            | Лиза Прайс                          | эпизод: Waivers of Extradition                            |
| 2009      | Блудливая Калифорния                | Californication                       | молодая жена                        | эпизод: Zoso                                              |
| 2011      | Родители                            | Parenthood                            | Сэнди                               | телесериал; 2 эпизода                                     |
| 2011      | Шоу Пола Райзера                    | The Paul Reiser Show                  | Джилл                               | эпизод: The Shave                                         |
| 2011—2014 | Уилфред                             | Wilfred                               | Дженна Мюллер                       | телесериал; основная роль                                 |
| 2012      | —                                   | Hollywood Saturday Night              | приглашённая ведущая                | эпизод: Fiona Gubelmann                                   |
| 2012      | Мыслить как преступник              | Criminal Minds                        | Эрика                               | эпизод: A Family Affair                                   |
| 2012      | Как стать джентльменом              | How to Be a Gentleman                 | Эми                                 | телесериал; 2 эпизода                                     |
| 2012      | —                                   | Save the Supers                       | Раскал                              | телесериал; 2 эпизода                                     |
| 2012      | Шоу кинонаркоманов                  | The Screen Junkies Show               | Белоснежка                          | эпизод: Disneyfied Star Wars Auditions                    |
| 2012      | Гриффины                            | Family Guy                            | новая подруга Лоис                  | мультсериал; эпизод: Lois Comes Out of Her Shell; озвучка |
| 2012      | Рок-н-ролл на выезде                | Wedding Band                          | Вайолет                             | эпизод: Time of My Life                                   |
| 2012      | Восстановление                      | Rebounding                            | Шарлотт                             | телефильм                                                 |
| 2013      | Не верь с*** из квартиры 23         | Don’t Trust the B---- in Apartment 23 | Стефани                             | эпизод: Mean Girls…                                       |
| 2013      | Парни с детьми                      | Guys with Kids                        | Сейдж                               | телесериал; 2 эпизода                                     |
| 2013      | Ветеринарная клиника                | Animal Practice                       | Тинсли Френч                        | эпизод: Wingmen                                           |
| 2013      | Мы — мужчины                        | We Are Men                            | Сара                                | телесериал; 3 эпизода                                     |
| 2014      | —                                   | Robin Banks and the Bank Roberts      | Николь                              | телесериал                                                |
| 2014      | У друзей жизнь лучше                | Friends with Better Lives             | Келли                               | эпизод: The Imposter                                      |
| 2014      | Американская семейка                | Modern Family                         | Лиза Томпсон                        | эпизод: Won’t You Be Our Neighbor                         |
| 2014      | Кей и Пил                           | Key & Peele                           | зависимая от секса                  | эпизод: Sex Addict Wendell                                |
| 2015      | Новенькая                           | New Girl                              | Вэл                                 | эпизод: The Right Thing                                   |
| 2015      | Безумцы                             | Mad Men                               | Ив                                  | эпизод: Person to Person                                  |
| 2015      | Мелисса и Джоуи                     | Melissa & Joey                        | Ноэль Деверо                        | эпизод: The Book Club                                     |
| 2015      | Почему? С Ханнибалом Берессом       | Why? With Hannibal Buress             | Сьюзи                               | эпизод: Episode #1.7                                      |
| 2015      | —                                   | Keith Broke His Leg                   | н/д                                 | телесериал                                                |
| 2015      | Лига                                | The League                            | Беркли                              | эпизод: The Block                                         |
| 2015      | Я — зомби                           | iZombie                               | Худина                              | эпизод: Abra Cadaver                                      |
| 2016      | Касл                                | Castle                                | Линда Вайнберг                      | эпизод: Tone Death                                        |
| 2016      | Теленовелла                         | Telenovela                            | Келли                               | телесериал; 2 эпизода                                     |
| 2016      | —                                   | Mommy’s Little Girl                   | Тереза Малкольмс                    | телефильм                                                 |
| 2016      | Тюльпаны для Розы                   | Tulips in Spring                      | Роуз Ньюэлл                         | телефильм                                                 |
| 2016      | Спой это!                           | Sing It!                              | Нина                                | телесериал; 4 эпизода                                     |
| 2017      | Однажды за один раз                 | One Day at a Time                     | Лори                                | телесериал; 5 эпизодов                                    |
| 2017      | Дивы дневного эфира                 | Daytime Divas                         | Хизер Флинн-Келлогг                 | телесериал; основная роль                                 |
| 2017      | Смертельное оружие                  | Lethal Weapon                         | Энди Кантер                         | эпизод: Fools Rush In                                     |
| 2017      | Американская домохозяйка            | American Housewife                    | Кортни                              | эпизод: The Couple                                        |
| 2017      | Рождество по соседству              | Christmas Next Door                   | Эйприл Стюарт                       | телефильм                                                 |
| 2018      | Люцифер                             | Lucifer                               | Кей / Мэдди                         | эпизод: The Last Heartbreak                               |
| 2018      | Королевский финал                   | Royally Ever After                    | Сара Анджела Димарко                | телефильм                                                 |
| 2018—2024 | Хороший доктор                      | The Good Doctor                       | доктор Морган Резник                | телесериал; основная роль                                 |
| 2019      | Секретная Пасха                     | Easter Under Wraps                    | Эрин Кавендиш                       | телефильм                                                 |